# Abbott
Abbott es una localidad argentina de la provincia de Buenos Aires, ubicada en el partido de Monte, a una distancia de 23 km de dicha localidad, y a 100 km de las principales ciudades de la provincia de Buenos Aires.
Fue fundado el 1 de mayo de 1892, a 25.500 km del ramal Cañuelas Las Flores del antiguo Ferrocarril del Sud. Lleva el nombre del ingeniero Samuel Abbott, quien fue gerente durante mucho tiempo del Ferrocarril del Sud.

## Geografía

### Población
Contaba con 603 habitantes (Indec, 2010), lo que representaba un incremento del 18% frente a los 511 habitantes (Indec, 2001) del censo anterior. En el último censo del 2022 la cantidad de habitantes se duplico.
| Gráfica de evolución demográfica de Abbott entre 1991 y 2010 |
|                                                              |
| Fuente: Censos nacionales del INDEC                          |

## Historia
- Hasta los últimos años del siglo XVIII estas tierras pertenecían al extenso partido de La Matanza. En el año 1784 el Cabildo de Buenos Aires resolvió constituir tres partidos, San Vicente, Magdalena y Quilmes. San Vicente abarcaba lo que hoy es su partido, Almirante Brown, Esteban Echeverría, Brandsen, General Paz, Cañuelas y Monte. La primera población que existió en el lugar donde se formó el pueblo de Abbott, fue la de Pablo Galván, por el año 1800. Galván había adquirido sus tierras, en veinte onzas de oro, el ser fiel a la causa federal facilitó que su amigo Rosas le tramitara personalmente los títulos de propiedad otorgándoselos el gobernador Martín Rodríguez el 7 de diciembre de 1821. Siendo casi analfabeto, Pablo Galván fue un hombre muy respetado; en 1823 fue nombrado alcalde del cuartel 3.º del partido de Monte, la primera autoridad del lugar. Por el año 1870 comenzaron a realizarse las primeras reuniones religiosas en esta zona. Las reuniones se realizaban en casas de familia o en la pulpería "La Posta de Galván", organizaban novenas y al final de las mismas se escondía el santo en una habitación cubriéndolo con un manto, para bailar en otra, algunas personas solo concurrían a estas reuniones solo para bailar. En estos parajes se estableció posteriormente Santiago Craig, cuya viuda Arbina López dona los terrenos necesarios para la construcción de la estación y vías del ferrocarril, que fue inaugurado el 1 de mayo de 1892, correspondiente al ramal Cañuelas - Las Flores del entonces Ferrocarril del Sud (hoy Ferrosur - Roca). Esta fecha se considera como la de la fundación de ABBOTT. El lugar conocido entonces por "lo de Galván", comenzó a llamarse "Craig"en memoria de Santiago Graig, hasta que, el 29 de agosto de 1907, por disposición del Poder Ejecutivo, se le dio el nombre de ABBOTT. Este nombre corresponde a Samuel Abbott, un ingeniero que se había desempeñado en la construcción del viaducto Bennerley entre enero de 1876 y noviembre de 1877, que atravesaba el valle de Erewash entre Awsworth en Nottinghamsire e Ilkeston en Derbyshire, en el centro de Inglaterra. En dicha obra, actualmente utilizada, Samuel Abbott se desempeñó como ingeniero residente. Este viaducto fue inaugurado en enero de 1878.
- Fundado el 1 de mayo de 1892, a 21 km aproximadamente de San Miguel del Monte. El pueblo comenzó a formase a los alrededores de la estación, las primeras casas de material fueron las de los hijos de Santiago Craig. Desde 1893 a 1902 se construyeron dieciséis edificios de material siendo sus pobladores Emilio Luque, Vicenta Muchi, Eduardo Cobos, Francisco Cobos y Elías Bendrame.

Autoridades Políciales y Políticas
El primer agente de policía que se estableció en Abbott comenzó a desempeñarse al inaugurarse la estación Craig en 1892.
En el año 1912 el suboficial encargado de cuidar el orden vivía en un vagón del Ferrocarril del Sud, que además servía de Destacamento, en la parte sur de la estación.
La compra del terreno y la construcción del edificio se llevó a cabo en el año 1930 con fondos recaudados en varias kermesses realizadas en el año anterior por una comisión popular.
El edificio fue ampliado en el año 1941 con fondos recaudados en kermesses.
Desde la inauguración hubo dos o tres representantes de este organismo, al principio un oficial y un agente.
La delegación municipal fue establecida por una ordenanza del intendente Muñoz Vives el 25 de mayo de 1945, su primer delegado fue Alfredo Craig, que atendía ad honorem en una sala del edificio que actualmente pertenece al señor Iritcity, luego funcionó en la que hoy es la casa de fin de semana de Cutinella, en uno de los de los locales de Strazzoni, y en el local del Club Sporman hasta el año 1957 en que se inauguró la actual delegación.
Social y Deportivo
Tiempo antes de la creación del Ferrocarril del Sud los habitantes de estas tierras ya participaban de la vida social, se reunían en casas de familia los domingos para bailar, las orquestas eran improvisadas, también participaban solistas, acordeonistas o guitarreros. Las danzas más frecuentes eran las polcas y valses.
En enero de 1920  se fundó el Abbott Lawn Tennis Club; primeramente se encontraba en un terreno de la familia Luque, luego de seis años se trasladó donde se encuentra actualmente construyéndose el edificio y las dos canchas de tenis.
El primer club de fútbol fue el Abbott Foot Ball Club fundado en 1924.
Posteriormente se fundaron otros clubes como el Infantil Boca Juniors en 1933 y luego el Abbott Foot Ball Club que se fusionaron para crear el 3 de octubre de 1937 el Abbott Sporman Club que poseía Personería Jurídica. Este club desapareció oficialmente en 1981, pasando los seis terrenos de su propiedad a los Bomberos Voluntarios de Monte, Destacamento Abbott.
En el año 1953 vecinos entusiastas del deporte fundaron el Club Juventud Unida.
Abbott también tubo un elenco de teatro, un grupo de aficionados, en mayo de 1940, protagonizaron dos obras teatrales (“Luz Mala” y “Una limosna por Dios”), ambas de carácter dramático, que se realizaron en el Salón Inchauspe.
En el Sporman Club existía una sala destinada al cine, a fines de la década del 40; las películas eran exhibidas por gente que viajaba desde Monte los sábados y domingos.
Luego se veía cine en el club Juventud Unida o en el local de Taranto con menos frecuencia que antes. En el año 1969 se instaló la corriente eléctrica y la televisión que fue un gran entretenimiento para los pobladores.
El frontón de Pelota a Paleta fue visitado por la mayoría de los mejores pelotaris de nuestro país, entre los que podemos citar al “Manco de Teodelina”, a los hermanos Olite y los hermanos Ros.
El frontón fue inaugurado en el año 1929 por Pedro Ricota.
Agro e Industria
La principal actividad en el siglo XIX de la zona fue la ganadería bovina y también a mediados del mismo la ovina introducida por los irlandeses, pudiendo contar que el Gral. Villegas tenía en la estancia La Espadaña alrededor de sesenta mil ovejas.
Llegando el final del siglo XIX comenzó la explotación de tambos; entre 1898 y 1905 funcionó la primera fábrica para industrializar la leche ubicada en las inmediaciones de la fábrica Las Chacras, y pertenecía a la Compañía Unión Argentina.
Entre los años 1922 y 1949 funciono en un edificio que aún existe una sucursal de la Martona.
El 10 de marzo de 1927 el matrimonio constituido por Donata Natalia Frecino y Antonio Racioppi fundaron la fábrica que se llamaba “Abotlac”.
En 1934 Juan y Marcelino Carrillo fundaron la fábrica pasteurizadora “El Productor” luego llamada “Las Chacras” que operó hasta el 31 de marzo de 1979 cuando la empresa “La Serenisima” la demolió parcialmente.
Con respecto a la ganadería podemos decir que los primeros remates-ferias se realizaron en año 1900 en el campo de Craig, de allí en adelante se realizaron en otros lugares hasta que en 1935 Daniel Botchs construyó las instalaciones en donde se realizaban los remates.
La principal industria del lugar es la fábrica de productos agroquímicos que se denomina “Reposo S.A.I.C.”, fundada por Buchanan, Minle y Cía. en el año 1948. Hoy con el nombre de UPL.
También se encuentra la empresa logística Celsur en el acceso al Pueblo.
Asociación de Fomento y Atención Sanitaria
El 10 de septiembre de 1949 se aprobaron los estatutos de la Asociación de Fomento Abbott. Desde ese momento la asociación participó en casi todas las obras públicas de Abbott. Algunas de las cosas que realizó: -compra del terreno y cerco para la construcción de la Sala de Primeros Auxilios, -compra del terreno para la construcción de la Delegación municipal y la farmacia -realizó gestiones ante Ferrocarriles Argentinos para conseguir un terreno para la inauguración de la plaza.
La Sala de Primeros Auxilios fue inaugurada en octubre de 1954. La Farmacia fue inaugurada el 20 de diciembre de 1969. La plaza Florentino Ameghino fue inaugurada el 25 de mayo de 1986. Los juegos fueron donados por los Bomberos Voluntarios de Monte, Destacamento Abbott. En 1985 la Asociación recibió de Bomberos una ambulancia en mal estado que fue reparada por esta y la municipalidad.
Bomberos Voluntarios Destacamento Abbott
El Destacamento de Abbott fue fundado el 26 de noviembre de 1978. En sus comienzos el Destacamento poseía una tropa y un autobomba.
Luego la subcomisión reparó una ambulancia. Actualmente el edificio fue refaccionado. Y hoy en día cuenta con más autobombas.
Cooperativas
Para la instalación del agua potable fue necesario llamar al Ing. Abel Lamothe Coulomme, que además llamo a representantes del S.P.A.R., y algunos vecinos que se reunieron en el salón de Bomberos de Abbott el 7 de marzo de 1984 se formó la cooperativa de Obras Agua Potable y otros servicios de Abbott Limitada. El 28 de septiembre de 1985 se inauguró la obra de agua potable.

## La evolución de las escuelas
- La primer escuela funcionó en el año 1860, en la casa de Santiago Craig, donde hoy se encuentra él tambo mecánico de Kiwiatkowski. Esta escuela era privada, solo para los hijos de Craig; como Santiago Craig era muy hospitalario la escuela se transformó en pública, a la que asistían alrededor de veinte alumnos, su maestro era Guillermo Donnelly oriundo de Inglaterra.
- Otras de las escuelas privadas que funcionaron fueron las de Federico Bostchs (estancia Los Álamos) entre los años 1878 y 1885, la de Dionisio Cobos entre 1875 y 1880, luego en la vivienda de Fermín Mazola y posteriormente fue trasladada a la casa Esteban Keating (hoy La Cambacita) hasta que se inauguró la escuela N.° 6.
- En el año 1893 se dictaron clases en la casa de Tomás Craig en una sala de adobe hasta el 18 de mayo de 1894, que se inauguró la Escuela N°6 por las gestiones realizadas por Tomás Craig funcionando en el mismo lugar, siendo su primera maestra Ernestina Martínez de Yrigoyen

### Sismicidad
La región responde a las subfallas «del río Paraná», y «del río de la Plata», y a la falla de «Punta del Este», con sismicidad baja; y su última expresión se produjo el 5 de junio de 1888 (137 años), a las 3.20 UTC-3, con una magnitud aproximadamente de 5,0 en la escala de Richter (terremoto del Río de la Plata de 1888).

## Transporte
Cuenta con el servicio de:
- Colectivo 88, Línea Expreso Liniers SRL, une Monte con Plaza Once entrando en el pueblo.
- Estación Abbott. Se presta un servicio interurbano entre Cañuelas y Monte.[2] No presta servicio de pasajeros de larga distancia a Tandil desde el 30 de junio de 2016.[3]
  - Horarios de colectivo (octubre de 2024)

| CAÑUELAS A MONTE: | MONTE A CAÑUELAS |
| ----------------- | ---------------- |
| LUN A VIER        | LUNES A VIER     |
| 06:15             | 07:52            |
| 08:20             | 09:50            |
| 10:10             | 12:00            |
| 12:10             | 14:00            |
| 14:40             | 16:40            |
| 16:40             | 19:10            |
| 19:05             | 21:05            |
| SAB A DOM         | SAB A DOM        |
| 09:50             | 08:20            |
| 12:02             | 10:05            |
| 14:05             | 12:05            |
| 16:40             | 16:05            |
| 19:10             | 19:00            |
| 21:00             |                  |

- Horarios de tren (octubre de 2024)

| MONTE | ABBOTT | CAÑUELAS |
| ----- | ------ | -------- |
| 06:17 | 06:55  | 07:42    |
| 10:40 | 11:18  | 12:05    |
| 16:45 | 17:23  | 18:10    |
| 20:09 | 20:47  | 21:34    |

| MONTE | ABBOTT | CAÑUELAS |
| ----- | ------ | -------- |
| 09:10 | 09:48  | 10:35    |
| 17:51 | 18:29  | 19:16    |

| MONTE | ABBOTT | CAÑUELAS |
| ----- | ------ | -------- |
| 10:45 | 11:23  | 12:10    |
| 17:49 | 18:27  | 19:14    |

## Emergencias
- Cuartel de Bomberos Voluntarios de Abbott, ubicado en la avenida San Martín
- La Salita De Emergencias (Institución médica), ubicada en la calle Sarmiento
- Destacamento policial, ubicado en la avenida Rivadavia

## Instituciones
- Delegación Del Pueblo, ubicada en la avenida Rivadavia (horarios de atención: 7:00 hs a 13:00 hs, horario Bapro de 7:45 hs a 11:45 hs)
- Lawn Tennis Club (cancha de tenis), ubicada en la calle Sarmiento.
- Cancha de pelota-paleta, ubicada en la calle Ernesto Craig.
- Biblioteca, ubicada en la avenida San Martín.
- El Hogar Agrícola, ubicada en la avenida San Martín.
- Santa Margarita de Cortona (iglesia), ubicada en la calle Ernesto Craig.
- Iglesia evangélica "Dios Es Amor", ubicada en la calle Martín Fierro.

## Educación
- Escuela Secundaria N°3 ubicada entre las calles Sarmiento y Ernesto Craig.
- Escuela Primaria N°6 "Mariano Moreno" ubicada en la calle Sarmiento.
- Jardín de infantes N.º 902 Ubicada entre las calles Ernesto Craig  y Rivadavia.
- Fines 2 (secundaria de adultos ubicada en la calle Sarmiento).

## Gastronomía
- Rotisería "Pluma Negra"
- Restaurante "La Carpinteria"
- Restaurante-Parrilla "Don Tomás"
- Restó-Café "La Esquina"
- Pizzería "Grata"
- Cafeteria "AmarTe y Café"

## Comercios
- Abuelo Salvador. Almacén-Heladería.
- Elígeme Abbott. Tienda de Ropa
- Farmacia
- MiniMercado Los Felipes
- Panadería Lo de Suardias
- Despensa Lo de Gaby
- Librería Antito
- Artículo de limpieza Loream
- Sakura. Verdulería
- Entre Jardines y Mascotas. Tienda de Mascotas.

## Flora y Fauna

### Flora
- Margarita de cabo: Nombre científico: dimorphoteca ecklonisk. origen: sudáfria. Familia: Asteráceas (Asteráceae). Exposición: A pleno sol. Ubicación: Exterior en climas cálidos. floración: primavera y verano. Temperatura: 35.º Hoja: Es una planta muy florífera y duradera; sus pétalos pueden ser de una tonalidad blanca, Violeta, morada y naranja. Fruto: El fruto es denominado "Aquenio", y se propaga por el viento o por los animales
- Aligustre: El Aligustre o Alhenia es una especie de planta perteneciente a la familia Oleaceaae. La altura que puede alcanzar es de 1,5 y 2 metros en 5 años. prefiere el sol y las zonas muy iluminadas. cuando la aligustre madura tolera mejor la sequía.
- Membrillero japonés: Chaenomeles japónica es una especie de plantas de género chaenomeles. Es un arbusto, si se cortan las ramas antes de la floración, y se llevan a un florero con agua, comienzan a florecer. Florece en invierno, antes de la brotación de hojas; florece en verano pero con menos abundancia. alcanza de 0,1 - 0,6 metros de altura.
- Palmera Canaria: Se encuentra en la plaza de Abbott y es la palmera con mayor número de hojas, hasta 200, que miden de 3 a 6 metros de largo. los tallos de los frutos cuelgan del árbol y estos son de 2 centímetros de largo.
- Araucaria: Se encuentra entre calle Belgrano y Martín fierro. es un árbol de hasta 50 metros de alto. corteza gruesa, agrietado en forma de placas hexagonáles, con ramas verticiladas, agrupadas en el apice del tronco. hojas de 3 a 5 centímetros.
- Diente de león: Se encuentra en todos lados. Esta planta es considerada generalmente como una mala hierba. De altura pequeña. Generalmente crece en cualquier césped.
- Manzano: Se encuentra en la avenida San Martín. Malus es un género de árboles y arbustos de la familia Roseceae.
- Palmera china: Se encuentra en la plaza de Abbott. La palmera china de abanico es una especie de la familia de las arecaceae originaria de la china central oriental pero pintada como planta ornamental.

Fauna

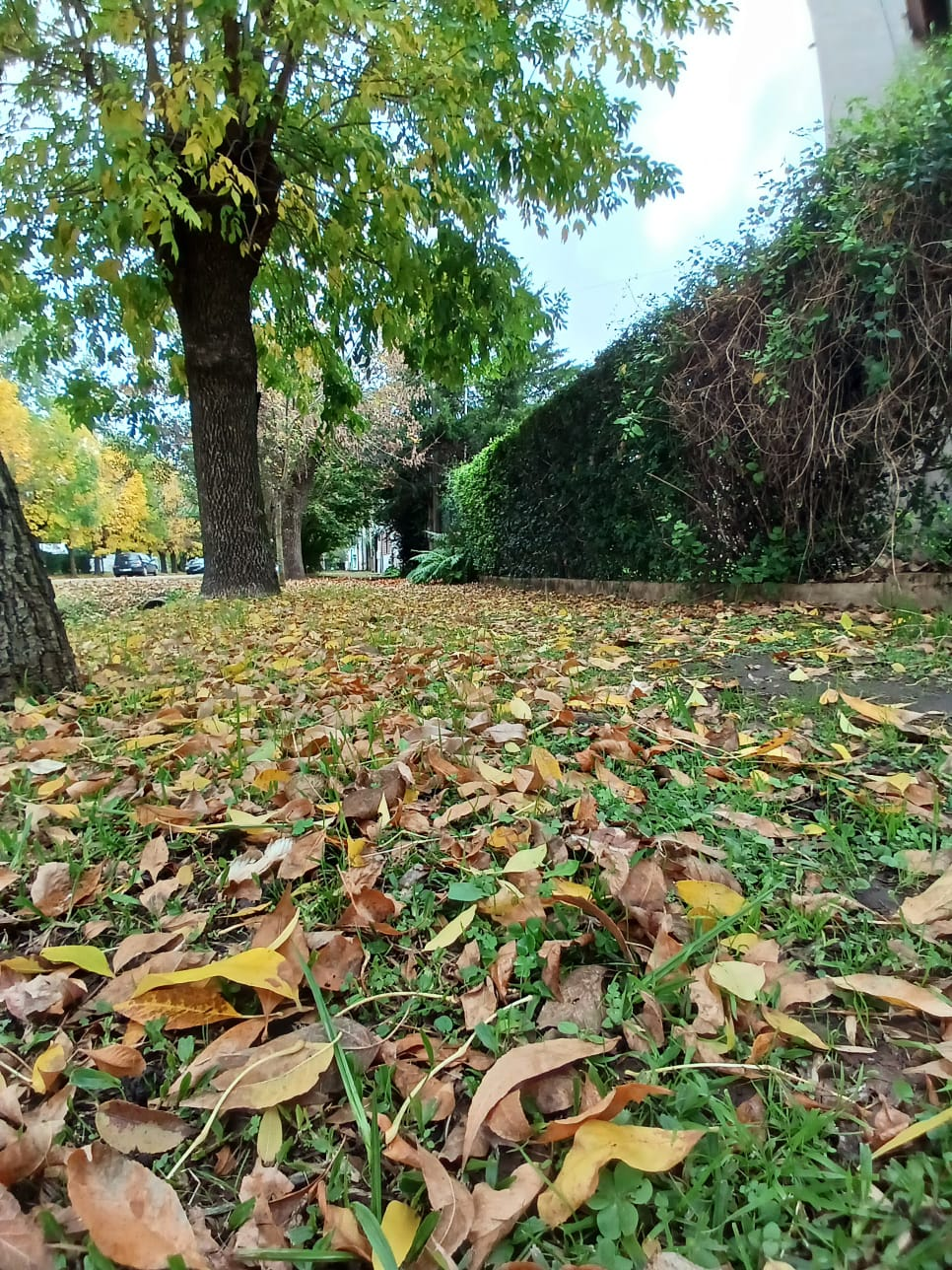

- Vaca, Oveja, Perros, Caballos, Gato, Carpincho, Nutria, Mulita, Peludo, Liebre
- Paloma, Chajá, Lechuza, Búho, Pájaro Carpintero, Codorniz, Carancho , Hornero, Tero, Cotorra, Picaflor, Chimango, Gorrion, Cabecita, Jilguero, Chigolo,tijereta, Cardenal, Pato, Gallina, Cigüeña

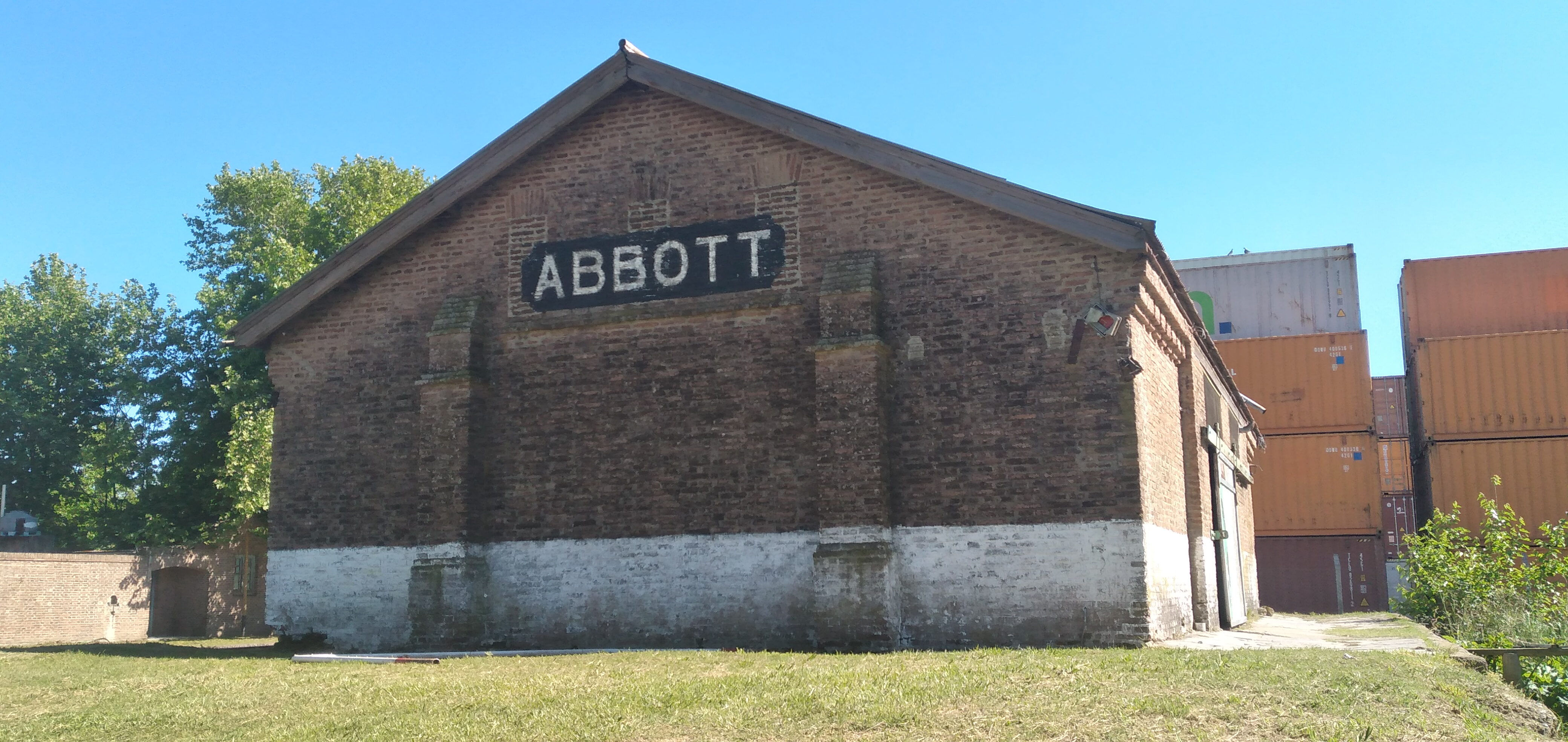